# 217
| [ Edytuj tabelę ] |                                                                 |
| Cesarz Chin       | - 189 Han Xiandi 220                                            |
| Władca Korei      | - 197 Sansang 227                                               |
| Papież            | - 199 Zefiryn 217 - 217 Hipolit Rzymski 235 - 217 Kalikst I 222 |
| Król Partów       | - 208 Wologazes VI 228 - 216 Artabanus IV 224                   |
| Cesarz Rzymu      | - 211 Karakalla 217 - 217 Makrynus 218                          |

Rok 217 / CCXVII
stulecia: II wiek ~
III wiek ~
IV wiek

lata: 207 «
212 «
213 «
214 «
215 «
216 «
217
» 218
» 219
» 220
» 221
» 222
» 227

## Wydarzenia
- 8 kwietnia – cesarz Karakalla został zamordowany w wyniku spisku zawiązanego przez prefekta pretorianów Makrynusa.
- 11 kwietnia – prefekt gwardii Marek Opeliusz Makrynus, na którego polecenie zamordowano Karakallę, został nowym cesarzem rzymskim.
- Biskupem Rzymu został Kalikst I, za jego pontyfikatu pojawiły się żądania pierwszeństwa biskupów Rzymu przed innymi biskupami (data sporna lub przybliżona).

## Zmarli
- 8 kwietnia – Karakalla, cesarz rzymski, zamordowany (ur. 188)